# Реклама
Реклама (от френски: réclame; от латински: reclamo – „извиквам“) в бизнеса е форма на маркетингова комуникация, която има за цел да окуражи, убеди или в някои случаи тя дори манипулира (това обикновено се възприема в негативен аспект) аудиторията (зрители, читатели или слушатели, и т.н.) да предприеме или да продължи да предприема определено действие.
Според Американската асоциация по маркетинг и реклама (ААМР), рекламата е платено съобщение от явен източник за представяне на стоки, услуги, идеи, марки (брандове). Политическата и социалната реклама популяризират идеи и каузи. Дефиницията откроява четири основни аспекта на рекламата: платена; от явен източник; не лично представя обектите; има универсален характер (обхваща търговската и не търговската сфера в обществото). Европейската асоциация на рекламните агенции (ЕАРА) откроява и други аспекти на рекламата: контролирано съобщение (никой освен рекламодателя няма право да я изменя); рекламата се популяризира чрез средствата за масови комуникации. Всяка една реклама е свързана с изключителна представа за продажба (ИПП). Според Ръсел Рийвс ИПП е акцент върху основателно качество, което представлява важна изгода за потребителите.
Под реклама обикновено се разбира разпространявана под различна форма и средства привлекателна информация за продукт, услуга и т.н., която е предназначена за определен кръг потребители (таргет група) и цели да предизвика, формира или поддържа интереса им към тези продукти или услуги, така че те да могат пазарно да се реализират. Освен конкретния продукт или услуга, рекламата може да рекламира неговия производител, както и да ползва индиректни методи за реализиране, като привличане и задържане на аудитория към даден сайт, което в друг етап може да означава реализиране на печалба от продажби на този сайт. Съществуват и некомерсиални типове реклама, като политическата или кампанийната реклама.
Рекламата започва да играе съществена роля през 19-и и 20 век, когато се поставя началото на масовата продукция, но в същото време и на масовите медии (масмедиите). Само през 2007 година в световен мащаб за похарчени 385 милиарда долара за целите на рекламата .

## История
Вероятно първите рекламни съобщения могат да бъдат разпознати при египтяните, които правели съобщения за продажба на папирус, както и стенни плакати. В някои случаи провеждането на политически кампании в Древна Гърция и Рим, оповестяването с глашатаи, се възприемат и като рекламно оповестяване в политически аспект, в действителност плакати, рекламиращи гладиаторски игри, е имало в Древна Гърция, но като цяло функцията на убеждението (която днес е възприета от рекламата и комуникационните изследвания) е играла роля в реториката, някои от чиито постулати ползва днешната реклама , като вероятно голяма част от съвременната реклама обменя идеи с визуалната реторика (като част от семиотиката, виж също визуална комуникация и визуална семиотика), която е съвременен клон на реториката (древната реторика се занимава само отчасти с някои визуални аспекти на речта като стойка, жестикулация и мимика).

## Функции на рекламата
1. Информационна функция – предоставя данни и знание относно комуникираните продукти, услуги или личности.
2. Мотивационна функция – подбужда към действие (покупка, избор).
3. Образователна и възпитателна функция – показва нови начини на използване на познати или непознати дотогава продукти, утвърждава определени нрави, учи и подтиква към повишаване на стандарта на живот.
4. Манипулационна функция – използва (в повечето случаи) законни и морални пътища за достигане до умовете на потребителите с цел убеждаването им във верността на комуникираната информация.

## Рекламни цели
Рекламата е предната (фронтална) линия на предоставянето на съобщение към потребителите и възможните бъдещи потребители. Целта на рекламата е да убеди потребителите, че услугите на продукта са най-добрите, да увеличи (разшири) имиджа на компанията, да посочи и създаде нужда от продуктите и услугите, да демонстрира нови употреби на установените продукти, да анонсира нови продукти, събития, програми, в някои случаи да съобщи индивидуалните съобщения на представители на компанията, да привлече клиенти и потребители към бизнеса, както и да задържи съществуващите .

## Средства
За целите на рекламата се ползват най-различни средства: телевизия, радио, печат, интернет, кино, билбордове, листовки, значки и много други. Всяка медия е своеобразно рекламно пространство. Рекламите могат да се разпространяват от рекламна агенция, от името на дадена организация или компания. Рекламните агенции служат като посредник между производителя на стоката и средството за нейната реклама.
Много реклами са направени и насочени към повишаване консумацията и употребата на дадени продукти и услуги чрез изграждането на така наречения бранд (марка). За тези цели рекламните призиви са често съпътствани с фактическа информация за потенциалните клиенти. В този случай сувенирната реклама е подходящо средство за запознаване с бранда и затвърждаване на позициите му. Обикновено се изразява в брандиране на често използвани предмети от бита с логото на компанията, като най-често това са химикалки, тениски, шапки, тефтери, бележници и т.н.
Организации, които рекламират не с комерсиална цел, а с цел популяризиране на идея, са политически партии, фондации, религиозни организации и военни структури. Дружествата с некомерсиална насоченост не са типичните рекламодатели и разчитат по-скоро на безплатни методи на популяризация.

## Положителни и отрицателни ефекти
Рекламата е свързана и с негативни социални ефекти. Нежеланата реклама или така нареченият спам във всичките му форми е един от най-големите странични ефекти на рекламата в края на 20-и и в началото на 21 век.